# 羅克倫鎮區 (伊利諾伊州斯蒂芬森縣)
羅克倫鎮區（英語：Rock Run Township）是位於美國伊利諾伊州斯蒂芬森縣的一個行政鎮區。

## 地方資料
根據2010年美國人口普查的數據，羅克倫鎮區的面積為123.90平方千米，當中陸地面積為123.90平方千米，而水域面積為0.40平方千米。當地共有人口1347人，而人口密度為每平方千米10.87人。